# Modo Viagem
Modo Viagem (anteriormente Mais na Tela), es un canal de televisión por suscripción brasileño lanzado en noviembre de 2007 como Globosat HD. Su programación consiste en la emisión de programas de viajes y bienestar. 
El objetivo de Globsat al lanzar el canal era el brindar la tecnología HD a sus suscriptores de televisión por suscripción.
Globosat HD fue relanzado como +Globosat (léase Máis) el 1 de noviembre de 2012. Tras el relanzamiento del canal, el enfoque del canal cambió y lanzó, además, una señal en resolución estándar (SD). El 7 de mayo de 2016, el canal es relanzado nuevamente como Mais Globosat (eliminando el símbolo «+»).
El 1 de octubre de 2020, debido al cambio de nombre de Globosat a Canais Globo, el canal es renombrado Mais na Tela, (Más en Pantalla en portugués). En noviembre de 2021 se anunció que Mais na Tela pasaría a llamarse Modo Viagem, dicho cambio ocurrió el 11 de enero de 2022.

## Descripción
Tras su lanzamiento, Globosat HD emitía programación en alta definición producida por los canales GNT, Canal Brasil, Combate, Canal Viva y Multishow. Sin embargo, a medida que estos canales lanzasen sus propias señales en HD, sus programas salían del aire. Actualmente, Mais na Tela exibe series exclusivas para el canal, como How Not to Live Your Life, El puente, The Slap, The Deep, Crownies, Rake, Escobar, el patrón del mal y Caín. 

## Bloques de programación extintos

### Telecine HD
Se emitía de 8:00 p. m. hasta las 2:00 a. m. y su programación consistía en películas. El bloque salió del aire el 28 de abril de 2009.

### Telecine Action HD
Reemplazó al bloque Megapix el 1 de septiembre de 2010. Cerró el 1 de noviembre del mismo año por el lanzamiento de su propia señal en HD.

### Megapix HD
Fue cancelado con el lanzamiento de su propio canal HD. 

### Canal Brasil HD
Su programación consiste en películas brasileñas.

### Combate HD
Su programación se basaba en luchas.

### GNT HD
Fue reemplazado por Canal Viva tras el lanzamiento de su propia señal en HD.

### Globo News HD
Su programación se basaba en noticiarios del canal Globo News.

### Multishow HD
El bloque emitió la primera serie brasileña producida en alta definición, O circo do Edgar. Fue sacado del aire el 1 de octubre de 2010 con el lanzamiento de la señal HD de Multishow. Cuando Multishow HD fue relanzado como BIS, el bloque volvió al aire. Con el relanzamiento de BIS nuevamente a Multishow HD (en simulcast con Multishow SD), el bloque fue cancelado.

### SporTV HD
Emitía partidos de fútbol (Campeonato Paulista, Campeonato Carioca, Copa de Brasil, el Campeonato Brasileño de Serie A, la Eurocopa 2012) y la Fórmula 1. El bloque transmitió previamente la Eurocopa 2008, la Copa Mundial de Fútbol de 2010 y los Juegos Olímpicos de 2012. El bloque fue sacado del aire tras el lanzamiento de SporTV HD como canal independiente.

## Logotipos

2012-2016
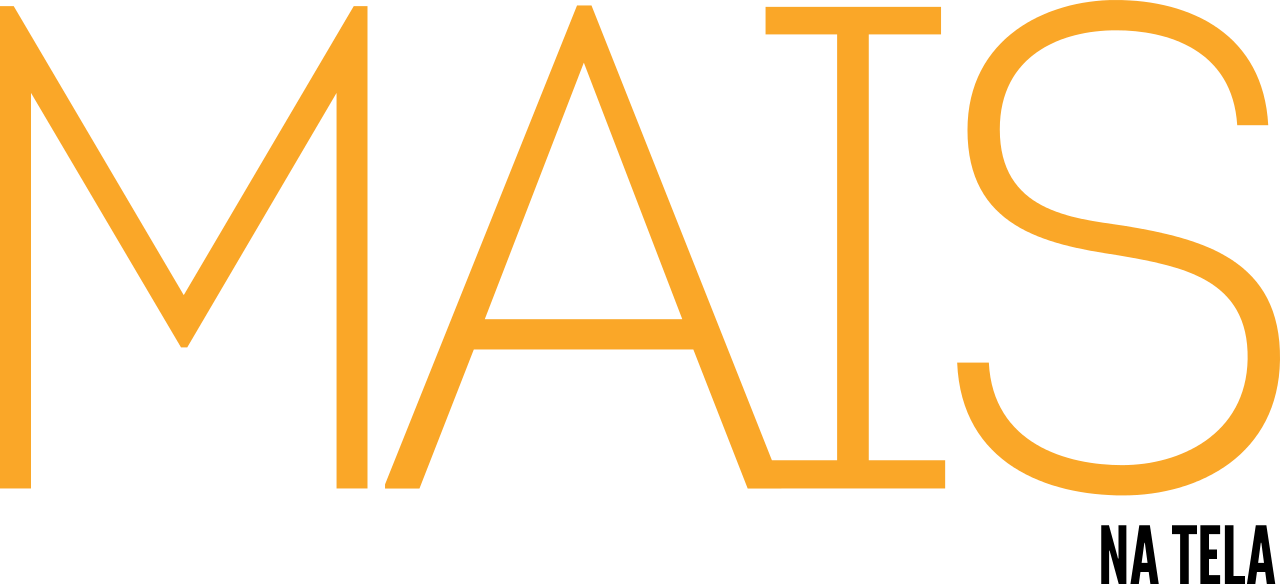
2020-2021